# Вільнопілля
Вільнопі́лля — село в Україні, у Ружинській селищній територіальній громаді Бердичівського району Житомирської області. Чисельність населення становить 711 осіб (2001). У 1923—2020 роках — адміністративний центр колишньої однойменної сільської ради.

## Загальна інформація
Розташоване за 12 км західніше Ружина та за 4 км від найближчої залізничної станції Роставиця.

## Населення
У 1863 році в поселенні проживало 575 селян обох статей, наприкінці 19 століття — 875 осіб, з них 447 чоловіків та 428 жінок, дворів — 175, або 758 осіб.
За довідником 1885 року в селі мешкала 631 особа, налічувалося 84 дворових господарств.
Відповідно до результатів перепису населення Російської імперії 1897 року, загальна кількість мешканців села становила 972 особи, з них: православних — 871, чоловіків — 475, жінок — 497.
Відповідно до перепису населення СРСР 17 грудня 1926 року, чисельність населення становила 1 237 осіб, з них 578 чоловіків та 659 жінок; етнічний склад: українців — 1 203, росіян — 5, євреїв — 21, поляків — 8. Кількість домогосподарств — 262, з них несільського типу — 1.
На початок 1970-х років село мало 460 дворів із населенням 1 413 осіб.
Відповідно до результатів перепису населення СРСР, кількість населення, станом на 12 січня 1989 року, становила 943 особи. Станом на 5 грудня 2001 року, відповідно до перепису населення України, кількість мешканців села становила 711 осіб.

### Мова
Розподіл населення за рідною мовою за даними перепису 2001 року:
| Мова            | Кількість | Відсоток |
| --------------- | --------- | -------- |
| українська      | 706       | 99.30 %  |
| російська       | 3         | 0.42 %   |
| білоруська      | 1         | 0.14 %   |
| інші/не вказали | 1         | 0.14 %   |
| Усього          | 711       | 100 %    |

## Історія
Час заснування — 1625 рік. Згадується у люстрації Київського воєводства 1754 року як Вільнеполе, належало до ружинської ксьондзівської власності, сплачувало з 30 дворів 4 злотих і 26 грошів до замку та 18 злотих і 14 гроші до скарбу.
У середині 19 століття — Вільнопіль, сільце Бердичівського повіту Київської губернії. Входило до православної парафії у Війтівцях, за 5 верст. Землі 1 406 десятин. Належало поміщиці О. Дунаєвській, яка отримала його в спадок від Ф. Гомолинського.
За довідником 1885 року — колишнє власницьке село Мало-Чернявської волості Бердичівського повіту Київської губернії. Лежало на річці Стовбій. Були церковна парафія, заїзд, водяний млин.
Наприкінці 19 століття — власницьке сільце Мало-Чернявської волості (1 стану) Бердичівського повіту Київської губернії. Відстань до повітового центру, м. Бердичів — 35 верст, до найближчої залізничної станції Чорнорудка, де розміщувалася також найближча телеграфна станція — 12 верст, до найближчої поштової (казенної) станції у Ружині — 8 верст, до поштової (земської) станції у Білопіллі — 20 верст. Основним заняттям мешканців було хліборобство, деякі селяни наймалися на залізницю та прислугою у міста. У селі числилося 1 597 десятин землі, з яких 843 десятини належало поміщикам, 754 десятин — селянам. Село належало поміщикові С. Соболевському, який вів господарство самостійно, застосовував трипільну сівозміну, як і селяни. В селі були православна церква, школа грамоти, вітряк, 2 водяні млини, 2 кузні. Пожежна команда мала 4 бочки та 2 багри та 4 відра.
У 1923 році включене до складу новоствореної Вільнопільської сільської ради, яка 7 березня 1923 року увійшла до складу новоутвореного Ружинського району Бердичівської округи; адміністративний центр ради. Відстань до районного центру, містечка Ружин — 12 верст, до окружного центру в Бердичеві — 40 верст, до найближчої залізничної станції Роставиця — 5 верст.
Під час організованого радянською владою Голодомору 1932—1933 років померло щонайменше 285 жителів села.
На фронтах Другої світової війни воювали 230 селян, 136 з них загинули, 112 нагороджені орденами й медалями. У 1958 році на їх честь встановлено обеліск Слави, а у 1965 році — пам'ятник загиблим.
В радянські часи в селі розміщувалася центральна садиба колгоспу зерно-бурякового напряму. Господарство обробляло 2 312 га сільськогосподарських угідь, у тому числі 2 312 га сільськогосподарських угідь, з них 2 172 га ріллі, мало розвинуте м'ясо-молочне тваринництво. 50 працівників нагороджені орденами й медалями СРСР, зокрема ланкову Н. К. Гуменюк — орденом Жовтневої Революції. У селі були середня школа, клуб, дві бібліотеки, медичний пункт, дитячі ясла, поштове відділення, магазин.
30 грудня 1962 року, в складі сільської ради, включене до Попільнянського району, 3 січня 1965 року повернуте до складу відновленого Ружинського району Житомирської області.
12 червня 2020 року, відповідно до розпорядження Кабінету Міністрів України № 711-р «Про визначення адміністративних центрів та затвердження територій територіальних громад Житомирської області», територію та населені пункти Вільнопільської сільської ради Ружинського району включено до складу Ружинської селищної територіальної громади Бердичівського району Житомирської області.